# Kanton Noisy-le-Sec
Kanton Noisy-le-Sec (fr. Canton de Noisy-le-Sec) je francouzský kanton v departementu Seine-Saint-Denis v regionu Île-de-France. Tvoří ho pouze město Noisy-le-Sec.